# Taylor Russell
Taylor Russell McKenzie (Vancouver, Canadá; 18 de julio de 1994) es una actriz y modelo canadiense. Es conocida por protagonizar la serie de televisión Lost in Space y las películas Escape Room, Waves y Bones and All.

## Vida y carrera

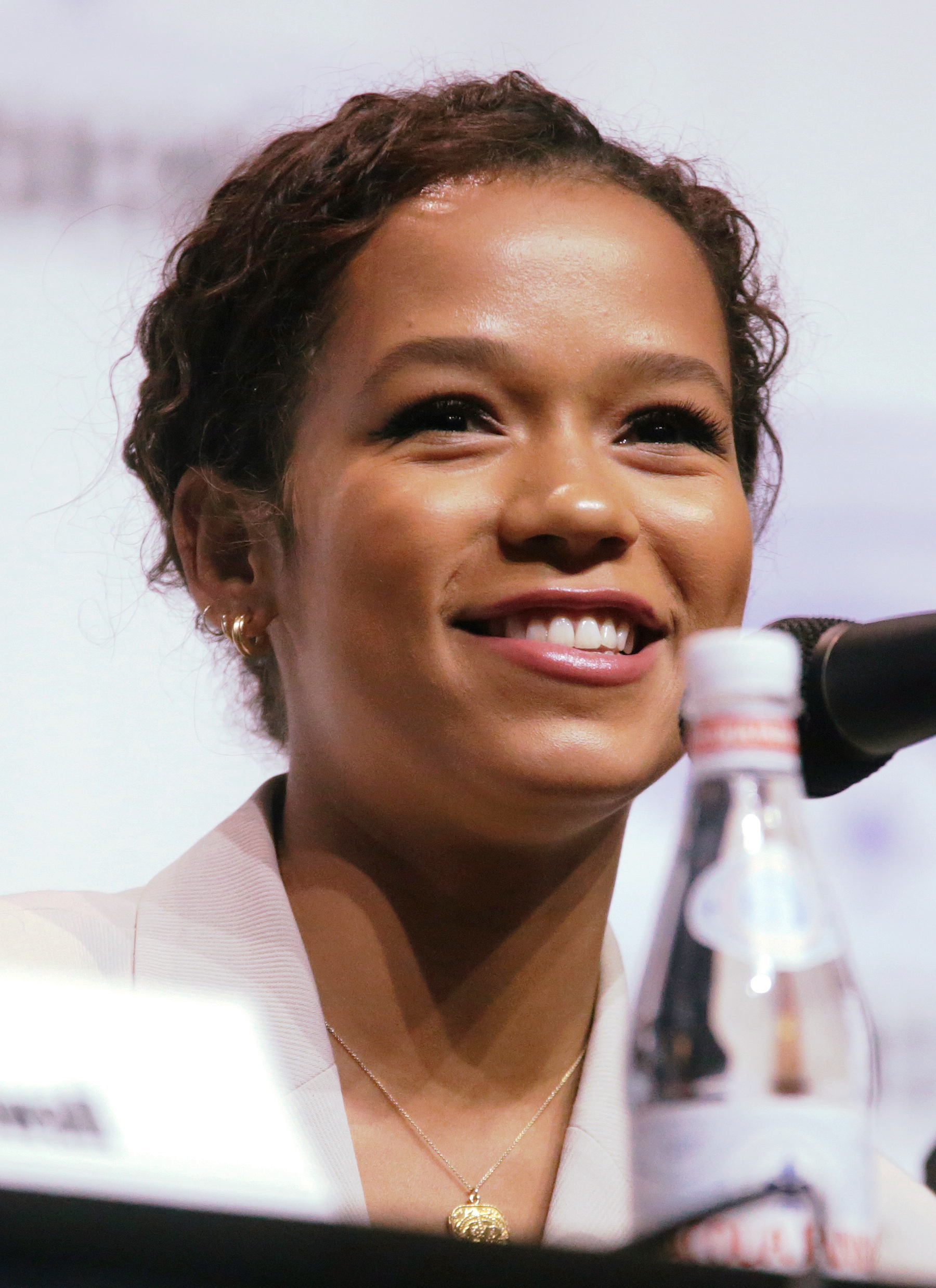
Taylor Russell en la WonderCon de 2018

Russell nació en Vancouver, Columbia Británica y se crio en Toronto, Ontario. Es hija de una pareja interracial (su padre es negro y su madre es blanca).
Ella interpreta a Judy Robinson en Lost in Space, la nueva versión de Netflix de la serie de televisión original de 1965. La segunda temporada se lanzó en Netflix el 24 de diciembre de 2019.
En 2019, coprotagonizó la película de terror psicológico Escape Room. También protagonizó la película Waves, que fue estrenada por A24 Films el 15 de noviembre de 2019. Taylor fue honrada con el Premio Virtuoso en el Festival Internacional de Cine de Santa Bárbara en enero de 2020 por su actuación en esta última película.

## Filmografía

### Cine
| Cine | Cine                            | Cine           | Cine                                    |
| Año  | Título                          | Rol            | Notas                                   |
| ---- | ------------------------------- | -------------- | --------------------------------------- |
| 2013 | If I Had Wings                  | Julie          | acreditada como Taylor Russell McKenzie |
| 2015 | Suspension                      | Carrie         |                                         |
| 2018 | Down a Dark Hall                | Ashley         |                                         |
| 2018 | Hot Air                         | Tess           |                                         |
| 2019 | Escape Room                     | Zoey Davis     |                                         |
| 2019 | Waves                           | Emily Williams |                                         |
| 2020 | Words on Bathroom Walls         | Maya Arnez     |                                         |
| 2021 | Escape Room 2                   | Zoey Davis     |                                         |
| 2021 | Dr. Bird's Advice for Sad Poets | Sophie         |                                         |
| 2022 | Bones and All                   | Maren Yearly   |                                         |
| 2023 | Mother, Couch                   | Bella          |                                         |

### Televisión
| Televisión | Televisión                               | Televisión    | Televisión                                                             |
| Año        | Título                                   | Rol           | Notas                                                                  |
| ---------- | ---------------------------------------- | ------------- | ---------------------------------------------------------------------- |
| 2012       | Emily Owens, M.D.                        | Chica mala #1 | Episodio: «Emily and... the Outbreak», acreditada como Taylor McKenzie |
| 2013       | Blink                                    | Jessica       | Piloto que nunca salió al aire                                         |
| 2014       | The Unauthorized Saved by the Bell Story | Lark Voorhies | Película para televisión, acreditada como Taylor Russell McKenzie      |
| 2014       | Pants on Fire                            | Jennifer      | Película para televisión                                               |
| 2015       | Strange Empire                           | Cassie        | Elenco recurrente, 2 episodios                                         |
| 2015       | Falling Skies                            | Evelyn        | Elenco recurrente, 5 episodios                                         |
| 2016       | Dead of Summer                           | Laura         | Episodio: «How to Stay Alive in the Woods»                             |
| 2017       | Sea Change                               | CeCe          | Película para televisión                                               |
| 2018-2021  | Lost in Space                            | Judy Robinson | Elenco Principal                                                       |